# Nombre natural
Un nombre natural és qualsevol dels nombres 0, 1, 2, 3…, 19, 20, 21..., que es poden utilitzar per a comptar els elements d'un conjunt finit. Per exemple: 24 pomes, 2 camions o 1123 peixos, són situacions on es compta amb nombres naturals. El conjunt de tots els nombres naturals se simbolitza per la lletra {\displaystyle \mathbb {N} } o N.
En alguns àmbits matemàtics (especialment en teoria de nombres) és convenient no considerar el zero com un nombre natural, mentre que uns altres, especialment en teoria de conjunts, lògica i informàtica, predomina la postura oposada. En aquest article, el zero és considerat un nombre natural.
Segons Kronecker, matemàtic alemany (1823–1891):
| «                                              | Die ganze Zahl schuf der liebe Gott, alles Übrige ist Menschenwerk. "Déu va crear els nombres enters; tota la resta és obra de l'home." | » |
| — Cajori, History of Mathematics (London 1919) | |   |

En tot cas, segur que Kronecker es referiria als naturals si a la seva època la nomenclatura fos l'actual. Així, ara hauria dit: "Déu va crear els nombres naturals; tota la resta és obra de l'home".

## Història
S'especula que els primers usos coneguts dels nombres es retrotrauen a fa més de 30.000 anys, època de la qual s'han trobat ossos i altres objectes amb marques tallades al damunt seu que possiblement haurien servit per a dur el compte d'alguna cosa, un nombre de dies o una quantitat d'objectes.
Els sistemes de marques no tenen el concepte de valor posicional (tal com el té l'actual sistema de numeració decimal), i això limita la seva aplicació a l'hora de representar nombres grans. Sovint s'ha considerat que aquest és el primer tipus de sistema abstracte que es podria haver fet servir, i que podria ser considerat un sistema de numeració.
El primer sistema conegut amb valor posicional va ser el Mesopotàmic, un sistema en base 60 3400 aC.
El sistema en base 10 més antic que es coneix data del 3100 aC a l'Egipte. Els antics egipcis tenien numerals amb diferents jeroglífics per a l'1, el 10, i totes les potències de 10 fins a un milió. Una pedra de les excavacions de Karnak, datada al voltant del 1500 aC i actualment al Museu del Louvre de París, descriu el nombre 276 com 2 centenars, 7 desenes i 6 unitats; i de forma similar el nombre 4622.
Dedekind, al segle xix, va ser el primer que va tractar els nombres naturals com un conjunt amb regles pròpies, oposat a altres tipus de nombres, si bé matemàtics anteriors ja havien formulat regles per a operar-hi.

## Notació

### Notació del conjunt
Els matemàtics fan servir N o {\displaystyle \mathbb {N} } (una N en doble ratlla, que es presenta com ℕ en Unicode) per a referir-se al conjunt de tots els nombres naturals. Aquest conjunt és infinit numerable: és infinit però numerable per definició. Això també s'expressa dient que el cardinal del conjunt és Aleph-zero ({\displaystyle \aleph _{0}}).
Per a denotar el conjunt dels naturals sense el zero, és habitual usar un asterisc com a superíndex de la {\displaystyle \mathbb {N} }:
{\displaystyle \mathbb {N} ^{*}=\{1,2,\ldots \}}.
Quan es considera que 0 no és un nombre natural, a vegades s'utilitza una notació amb un subíndex 0 per a representar el conjunt dels naturals amb el 0:
{\displaystyle \mathbb {N} _{0}=\{0,1,2,\ldots \}}.
Segons la norma DIN 5473 s'hauria de fer servir {\displaystyle \mathbb {N} } per a tots els naturals (amb el zero) i {\displaystyle \mathbb {N} ^{*}} per als estrictament positius (és a dir, sense el zero).
Els que treballen en la teoria de conjunts sovint denoten el conjunt de tots els nombres naturals amb la lletra grega minúscula omega: ω. Això prové de la identificació d'un nombre ordinal amb el conjunt dels ordinals que són més petits. (Quan es fa servir aquesta notació, el zero en queda inclòs explícitament com un nombre natural.)

### Notació dels nombres
Pel que fa a la notació dels nombres naturals (els elements que conté el conjunt) la seva notació depèn del sistema de numeració emprat.
Els sistemes de numeració més a bastament emprats són els sistemes de numeració posicionals.
De forma que un nombre natural s'expressa amb un conjunt de xifres diferents (tantes com en la base) i el valor de cada xifra depèn de la seva posició en l'escriptura del nombre.
Els sistemes posicionals més emprats són el binari o de base 2 i el decimal o de base 10. El decimal és el que es fa servir més sovint quan l'han de llegir persones i el binari és el que es fa servir per facilitar el seu emmagatzemament, comunicació i manipulació en sistemes electrònics.
Per exemple el nombre 50 es pot notar:
- En numeració decimal: 50
- En numeració binaria: 110010
- En numeració romana: L
- En numeració armènia: Ծ

## Definició
Encara que el concepte intuïtiu de nombres naturals és immediat i a priori, la seva definició no és senzilla.
El concepte de nombre natural està relacionat amb els agregats d'objectes. Es pot dir que dos conjunts tenen el mateix nombre d'objectes si es pot establir una correspondència bijectiva entre els elements d'un conjunt i els de l'altre. El concepte de nombre natural correspon a l'abstracció d'allò que tenen en comú tots els conjunts amb el mateix nombre d'objectes, no és ni els objectes en si, ni el conjunt, ni les xifres que es fan servir per a representar tots els conjunts amb el mateix nombre d'objectes, sinó el concepte abstracte que hi ha al darrere d'aquesta idea.
Des del punt de vista de l'estudi de les matemàtiques, l'estudi dels nombres naturals com a objectes abstractes deslligats del món físic passa per un enfocament axiomàtic o un enfocament constructivista. L'enfocament axiomàtic, estableix un conjunt d'axiomes (afirmacions a partir de les quals es desenvolupa la resta dels sistema) i llavors aplica les lleis de la lògica i els mateixos axiomes per desenvolupar tota la teoria dels nombres naturals. L'enfocament constructivista, utilitza objectes matemàtics més bàsics, en aquest cas conjunts, per construir un model d'un sistema que tingui les propietats que haurien de tenir els nombres naturals.
La definició axiomàtica no es planteja el significat dels nombres ni quina relació tenen amb el món físic, es tracta de partir d'uns axiomes i emprar-los per deduir tota la teoria. Evidentment perquè aquests axiomes siguin satisfactoris han de conduir d'alguna manera al mateix resultat que el que normalment s'espera pels nombres que representen quantitats d'objectes de conjunts on són objectes que no es creen ni es destrueixen ni es divideixen ni es fusionen.

### Axiomes de Peano
Els postulats de Peano descriuen de manera unívoca el conjunt dels nombres naturals: 
- Sigui el nombre natural 0
- Cada nombre natural a té un següent, denotat per a + 1
- No hi ha cap nombre natural tal que el seu següent sigui 0
- Si dos nombres naturals són diferents, els seus següents també ho són, això és: si {\displaystyle a\neq b}, llavors {\displaystyle a+1\neq b+1}
- Una propietat que es compleixi per al 0 i per al successor de qualsevol nombre per al qual també es compleixi, es compleix per a tots els nombres naturals. Aquest últim postulat assegura la validesa de la tècnica de demostració coneguda com a inducció matemàtica o recurrència.

Aquests axiomes en notació matemàtica s'escriuen:
1. {\displaystyle 0\in \mathbb {N} }
2. {\displaystyle \forall n:(n\in \mathbb {N} \Rightarrow \exists !n'\in \mathbb {N} )}
3. {\displaystyle \forall n:\lnot (n'=0)}
4. {\displaystyle \lnot \exists (m,n):m'=n',\lnot m=n}
5. {\displaystyle \mathbb {N} =\inf(X:0\in X,(\forall n:n\in X\Rightarrow n'\in X))}

Aquests axiomes no tenen per què portar al mateix concepte de nombres naturals que es té habitualment, si es diu que el 0 correspon al que habitualment en diem 23 tot el sistema continua funcionant i els axiomes descriuen el conjunt dels nombres que d'intuïtivament en diríem més grans o iguals que 23. També es pot triar el següent d'un nombre de formes capricioses, per exemple, al començament es poden tenir tots els nombres disponibles per fer de següent, llavors el següent del zero s'agafa a l'atzar (per exemple el 45) i es treu aquest nombre del conjunt de nombres disponibles, llavors el següent del següent del zero es torna a agafar a l'atzar entre els que ara queden disponibles (per exemple el 27) i així successivament. El resultat seria un conjunt que compliria tots els axiomes, que tindria exactament totes les propietats que els nombres que intuïtivament en diem naturals però que estarien completament barrejats amb un ordre que no tindria res a veure amb l'ordre habitual.
Si es fa que intuïtivament el nombre 0 correspongui amb la quantitat d'elements del conjunt que no en té cap i que el següent d'un nombre correspongui amb un nombre que representa una quantitat d'elements resultat d'afegir un objecte al conjunt amb una quantitat d'objectes igual a la representada pel nombre inicial, llavors els axiomes de Peano porten a un sistema que es correspon amb el concepte intuïtiu de nombre natural. Des del punt de vista matemàtic això no és important, fins i tot no és convenient. Una cosa interessant dels axiomes és que tots els teoremes que es puguin demostrar a partir d'ells després es podran aplicar a qualsevol model que els compleixi. Per exemple els nombres que es corresponen al concepte intuïtiu de nombres naturals. Però també a altres models que es puguin trobar en altres àmbits tot i no correspondre a aquest concepte intuïtiu.

### Construcció de Von Neumann
En la teoria de conjunts és comú definir cada nombre natural com el conjunt de tots els nombres naturals anteriors a ell. Això permet establir una relació d'ordre entre els elements del conjunt (serà major el nombre que més nombres contingui).
Més en concret el procés és el següent:
S'estableix {\displaystyle 0:=\{\}}, el conjunt buit, i es defineix {\displaystyle S(a)=a\cup \{a\}} per a cada conjunt a. S(a) és el successor de a, i S es diu la funció successor.
Si s'accepta l'axioma de l'infinit, llavors el conjunt de tots els nombres naturals existeix i és la intersecció de tots els conjunts que contenen el 0, els quals són tancats sota la funció successor.
Si el conjunt de tots els nombres naturals existeix, llavors satisfà els axiomes de Peano.
Llavors cada nombre natural és igual al conjunt dels nombres naturals més petits que ell. Per tant:
{\displaystyle {\begin{aligned}0&=\{\;\}\\1&=\{0\}=\{\{\;\}\}\\2&=\{0,1\}=\{0,\{0\}\}=\{\{\;\},\{\{\;\}\}\}\\3&=\{0,1,2\}=\{0,\{0\},\{0,\{0\}\}\}=\{\{\;\},\{\{\;\}\},\{\{\;\},\{\{\;\}\}\}\}\\n&=\{0,1,2,\ldots ,n-2,n-1\}=\{0,1,2,\ldots ,n-2\}\cup \{n-1\}=(n-1)\cup \{n-1\}\\\end{aligned}}}
i així. Quan es fa servir un nombre natural com un conjunt, això és el que normalment es vol dir. Sota aquesta definició, hi ha exactament n elements (en el sentit intuïtiu) en el conjunt n i n ≤ m (en el sentit intuïtiu) si i només si n és un subconjunt de m.
Amb aquesta definició, també coincideixen diferents interpretacions possibles de notacions com {\displaystyle \mathbb {R} ^{n}} (n-ples versus aplicacions de n en {\displaystyle \mathbb {R} }).
Fins i tot si no s'accepta l'axioma de l'infinit i el conjunt de tots els nombres naturals no existeix, es pot definir què vol dir ser un d'aquests conjunts. Un conjunt n és un nombre natural vol dir que, o bé és 0 (buit) o un successor, i cada un els seus elements és o bé 0 o bé el successor d'un altre dels seus elements.

## Operacions amb nombres naturals

### Suma
La definició de suma s'ha d'establir de forma que coincideixi amb el resultat que intuïtivament s'espera de la suma com el nombre d'elements de la unió de conjunts. Sumar el nombre d'elements d'un conjunt amb el nombre d'elements d'un altre ha de donar el mateix resultat que començar comptant els de l'un i llavors, en comptes de tornar a començar, seguir comptant amb els elements de l'altre.

A partir del concepte que n + 1 és igual al següent de n és possible definir per inducció la suma mitjançant l'expressió: 
{\displaystyle a+(b+1)=(a+b)+1}
la qual cosa converteix els nombres naturals ({\displaystyle \mathbb {N} }, +) en un monoide commutatiu amb element neutre 0, l'anomenat Monoide Lliure amb un generador. Aquest monoide satisfà la propietat anul·lativa i, per tant, pot incloure's en un grup matemàtic. El menor grup que conté els naturals és el dels nombres enters.
Aplicant recursivament aquesta definició fins que només quedin operacions de sumar 1 (és a dir aplicar la funció "següent de", que forma part dels axiomes) la definició és equivalent a dir intuïtivament que sumar a més b és sumar a a tants cops 1 com cops cal sumar 1 a zero per arribar a b (o trobar el següent de a tants cops com cal trobar el següent de zero per arribar a trobar b).
Per exemple sumar 3 a a és equivalent a:
{\displaystyle {\begin{aligned}a+3&=a+\left(2+1\right)\\&=\left(a+2\right)+1\\&=\left(a+\left(1+1\right)\right)+1\\&=\left(\left(a+1\right)+1\right)+1\end{aligned}}}
o equivalentment {\displaystyle a+3=\operatorname {seg} \left(\operatorname {seg} \left(\operatorname {seg} \left(a\right)\right)\right)}

### Resta
La resta és l'operació inversa de la suma. És a dir es diu que un nombre c és igual a a − b si c + b = a. Per tant, l'operació de restar de a el nombre b és trobar un nombre c tal que sumat a b doni a.
La resta s'expressa de la manera següent: a − b = c, on a s'anomena minuend, b s'anomena subtrahend i c és el resultat de la resta o diferència.
En el conjunt dels nombres naturals, N, només es poden restar dos nombres si el minuend és major o igual que el subtrahend. Si el minuend i el subtrahend són iguals, la diferència és zero. Per això es diu que el conjunt dels nombres naturals no és tancat respecte de la resta, perquè donats dos nombres naturals qualsevol a i b no sempre existeix un nombre natural c tal que {\displaystyle c=a-b}.

### Multiplicació
La multiplicació cal definir-la de manera que coincideixi amb el concepte intuïtiu de què multiplicar un nombre per un altre és el mateix que sumar el nombre amb si mateix tants cops com unitats té l'altre. Això es pot aconseguir de manera anàloga, definint la multiplicació × mitjançant el següent: {\displaystyle a\times (b+1)=a\times b+a} i establint que {\displaystyle a\times 0=0}.
Per exemple, aplicant la definició recursivament s'obté:
{\displaystyle {\begin{aligned}a\times 3&=a\times \left(2+1\right)\\&=\left(a\times 2\right)+a\\&=\left(a\times \left(1+1\right)\right)+a\\&=\left(\left(a\times 1\right)+a\right)+a\\&=\left(\left(a\times \left(0+1\right)\right)+a\right)+a\\&=\left(\left(\left(a\times 0\right)+a\right)+a\right)+a\\&=\left(\left(\left(0\right)+a\right)+a\right)+a\end{aligned}}}

Això converteix ({\displaystyle \mathbb {N} }, ×) (això és {\displaystyle \mathbb {N} } amb aquesta nova operació) en un monoide commutatiu; suma i multiplicació són compatibles gràcies a la propietat distributiva que s'expressa com segueix: 
{\displaystyle a\times (b+c)=(a\times b)+(a\times c)}.

### Divisió
Mentre que en general no és possible dividir un nombre natural a entre qualsevol altre b i que aquesta operació resulti un nombre natural (és a dir, no és possible trobar un altre nombre natural q tal que {\displaystyle b\times q=a}); tenim alguna cosa semblant a la divisió: per a qualssevol dos nombres naturals a i b, amb b ≠ 0, podem trobar altres naturals q i r tals que 
{\displaystyle a=b\times q+r\quad {\text{i}}\quad r<b}.
El nombre q l'anomenem quocient i r el residu d'aquesta divisió d'a entre b. Els nombres q i r estan unívocament determinats per a i b.
L'operació que a a i b els fa correspondre q i r (o dit d'una altra manera que a partir de a i b calcula q i r) s'anomena divisió euclidiana. El Teorema de la divisió euclidiana per als nombres naturals afirma que per a qualsevol parella de nombres naturals a i b els nombres naturals q i r que compleixen les condicions anteriors existeixen i són únics.
Una forma de calcular la divisió euclidiana de a entre b seria anar provant, començar per {\displaystyle q_{0}=0} i seguir per {\displaystyle q_{1}=1,q_{2}=2,\ldots } i calcular en cada cas a×qi fins a arribar a un {\displaystyle q_{i}} tal que {\displaystyle a\times q_{i}>b} llavors el quocient que es buscava és {\displaystyle q=q_{i-1}} i el residu {\displaystyle r=a-b\times q}. Aquest mètode, és útil per demostrar l'existència i la unicitat del resultat de la divisió euclidiana (és a dir demostrar el teorema de la divisió euclidiana per als nombres naturals) però requereix una quantitat molt gran de càlculs. Per això per calcular la divisió euclidiana es fan servir altres algorismes més eficients.
A l'article Divisió euclidiana s'explica rigorosament l'algorisme per calcular la divisió euclidiana quan els nombres estan escrits en base 10 i a l'article Divisió s'explica amb un exemple el càlcul manual emprant aquest algorisme.

## Subconjunts del conjunt dels nombres naturals
Hi ha certs subconjunts del conjunt dels nombres naturals que són objecte d'estudi singular.

### Nombres primers
Un subconjunt dels conjunt dels nombres naturals de rellevant importància és el conjunt dels nombres primers.
Els nombres primers són els nombres naturals diferents d'1 que compleixen la propietat que només són divisibles entre ells mateixos i entre 1.
El teorema fonamental de l'aritmètica afirma que:
| Tot nombre natural superior a 1 es pot escriure, de forma única com a producte de nombres primers. |

El teorema conté dues afirmacions, la primera és que tot nombre es pot escriure com a producte de nombres primers (això és trivial perquè si no, ell mateix és un nombre primer i, per tant, compleix l'afirmació com a producte trivial d'un únic factor), la segona és la més interessant i consisteix en el fet que no es poden trobar dos productes diferents (tret de l'ordre en què es presentin els factors). La seva demostració és immediata a partir del lema d'Euclides que diu que: si un nombre primer p és divisor del producte a * b i no és divisor de a llavors és divisor de b.
A partir d'aquí sorgeix el problema de descompondre un nombre en factors primers amb els diferents algorismes per resoldre'l.

### Nombres figures
Un nombre figura és un nombre enter que es pot representar amb un conjunt de punts disposats de manera més o menys regular i formant una figura geomètrica.
Els nombres figura més simples són:
- Els nombres quadrats

| 1 | 4             | 9                                 |
| - | ------------- | --------------------------------- |
| * | * · * · * · * | * · * · * · * · * · * · * · * · * |

- Els nombres triangulars

| 1 | 3         | 6                     |
| - | --------- | --------------------- |
| * | * · * · * | * · * · * · * · * · * |

- Els nombres hexagonals.

| 1 | 7                         | 19                                                                        |
| - | ------------------------- | ------------------------------------------------------------------------- |
| * | * · * · * · * · * · * · * | * · * · * · * · * · * · * · * · * · * · * · * · * · * · * · * · * · * · * |

### Nombres parells i senars
En aritmètica modular, estudiar la paritat d'un enter, és determinar si aquest enter és o no un múltiple de dos. Un enter múltiple de dos és un enter parell, els altres són els enters senars.
L'aritmètica dels nombres parells i senars compleix les següents regles:
- Parell ± Parell = Parell
- Parell ± Senar = Senar
- Senar ± Senar = Parell
- Parell × Parell = Parell
- Parell × Senar = Parell
- Senar × Senar = Senar

## Relació d'ordre
A més a més, es pot definir un ordre total escrivint a ≤ b si i només si existeix altre nombre natural c que satisfà: a + c = b. Aquest ordre és compatible amb les operacions aritmètiques de la següent manera: si a, b i c són nombres naturals i a ≤ b, aleshores a + c ≤ b + c i a×c ≤ b×c. Una propietat important dels nombres naturals és que estan ben ordenats: això és, qualsevol conjunt no buit de nombres naturals té un element mínim (un més petit que els altres).

## Propietats
|                           | Suma                                               | Multiplicació                                                                                          |
| ------------------------- | -------------------------------------------------- | --- |
| Clausura                  | {\displaystyle a+b} és un enter.                   | {\displaystyle a\cdot b} és un enter.                                                                  |
| Associativitat            | {\displaystyle a+(b+c)=(a+b)+c}                    | {\displaystyle a\cdot (b\cdot c)=(a\cdot b)\cdot c}                                                    |
| Commutativitat            | {\displaystyle a+b=b+a}                            | {\displaystyle a\cdot b=b\cdot a}                                                                      |
| Element neutre            | {\displaystyle a+0=a}                              | {\displaystyle a\cdot 1=a}                                                                             |
| Invers                    | {\displaystyle a+(-a)=0}                           | |
| Distributivitat           | {\displaystyle a\cdot (b+c)=(a\cdot b)+(a\cdot c)} | {\displaystyle a\cdot (b+c)=(a\cdot b)+(a\cdot c)}                                                     |
| Manca de divisors de zero |                                                    | Si {\displaystyle a\cdot b=0}, llavors, o bé {\displaystyle a=0} o bé {\displaystyle b=0} (o tots dos) |

## Aplicacions
Els nombres naturals són usats per a dos propòsits fonamentalment: per a descriure la posició d'un element en una successió ordenada, que designarem per un nombre ordinal; i per a especificar la grandària d'un conjunt finit, pel qual usarem un nombre cardinal. En conjunts finits, aquests dos conceptes són coincidents, mentre que a l'infinit els dos conceptes no són el mateix.

## Generalitzacions
A partir dels dos usos principals que se’ls assigna als nombres naturals sorgeixen dues generalitzacions:
- Un nombre natural es pot fer servir per expressar la mida d'un conjunt finit; de forma més general un nombre cardinal és una mesura de la mida d'un conjunt que també és adequada per a conjunts infinits; això fa referència al concepte de "mida" de forma que si hi ha una bijecció entre dos conjunts, vol dir que tenen la mateixa mida. El mateix conjunt dels nombres naturals i qualsevol altre conjunt infinit numerable (que hi ha una bijecció entre ell i el conjunt dels nombres naturals) té la cardinalitat aleph zero ({\displaystyle \aleph _{0}}).
- Els qualificatius de nombres ordinals, "primer", "segon", "tercer" es poden assignar als elements d'un conjunt finit totalment ordenat, i també als elements d'un conjunt infinit numerable ben ordenat com el mateix conjunt dels nombres naturals. Això es pot generalitzar amb els nombres ordinals que descriuen la posició d'un element en un conjunt ben ordenat en general. Un nombre ordinal també es fa servir per indicar la "mida" d'un conjunt ben ordenat, en un sentit diferent de la cardinalitat: si hi ha un isomorfisme d'ordre entre dos conjunts ben ordenats llavors tenen el mateix nombre ordinal. El primer nombre ordinal que no és un nombre natural s'expressa com {\displaystyle \omega }; aquest també és el nombre ordinal del mateix conjunt dels nombres naturals.

Molts conjunts ben ordenats amb nombre cardinal {\displaystyle \aleph _{0}} tenen un nombre ordinal més gran que ω. Per exemple, {\displaystyle \omega ^{\omega ^{\omega 6+42}\cdot 1729+\omega ^{9}+88}\cdot 3+\omega ^{\omega ^{\omega }}\cdot 5+65537} té cardinalitat {\displaystyle \aleph _{0}}. L'ordinal més petit de cardinalitat {\displaystyle \aleph _{0}} (és a dir, l'ordinal inicial) és {\displaystyle \omega }.
Pel cas de conjunts finits ben ordenats, hi ha una correspondència biunívoca entre els nombres cardinals i els ordinals; per tant tots dos es poden expressar pel mateix nombre natural, el nombre d'elements del conjunt. Aquest nombre també es pot fer servir per expressar la posició d'un element en una successió més gran, finita o infinita.
Altres generalitzacions s'expliquen a l'article sobre els nombres.